# Miss Israele 2009
La cinquantottesima edizione di Miss Israele si è svolta al Centro congressi di Haifa il 18 marzo 2009. La serata finale, presentata per il terzo anno consecutivo dalla modella Galit Gutman, è stata trasmessa in diretta televisiva su Channel 2. La gara è iniziata con la presentazione delle 20 concorrenti in gara. Successivamente, la prima sfilata sul palco indossando i vestiti della collezione estiva di golf, seguita dai costumi da bagno e più tardi dagli abiti da sera di Danny Mizrahi.
Nella seconda parte della cerimonia, Eyal Golan (che ha già dedicato una canzone alla reginetta di bellezza), ha presentato il suo ultimo successo, Yefiofa. Dopo una breve pausa, Golan è stato sostituito da Noa e Mira Awad, che ha cantato in anteprima There Must Be Another Way, la canzone che ha rappresentato Israele all'Eurovision Song Contest di quell'anno e Michal Amdursky che si è esibito con il brano Just Rock dal suo nuovo album.
Nella fase finale, sul palco sono salite le 6 finaliste: Adaya Zaidman, Lee Braunshtein, Adi Rudnitzky, Karin Nakash, Noy Michaelov e Yulia Liubianitzki. In seguito al voto, la vincitrice del concorso è risultata la diciannovenne Adi Rudnitzky, soldatessa nell'esercito israeliano, premiata da Tamar Siskind, la vincitrice dell'edizione precedente del concorso.

## Giuria
La giuria era composta da: 
- Miriam Nofek-Mozes, caporedattrice del settimanale L'Isha;
- Dana Epstein-Chingari, direttrice esecutiva del settimanale L'Isha;
- la stilista Danny Mizrahi;
- Riki Ariel, CEO di Variety Israel, Maybelline New York Israele e altri;
- Freddie Inez, proprietario della catena di negozi scarpe Scope;
- Yael Lerner, designer e proprietario di Intima swimwear e beachwear;
- Yael Nizri, Miss Israele nel 2006;
- Rotem Sela e Yonatan Wegman, modelli dell'agenzia Locke

## Risultati

### Piazzamenti
| Risultato finale  | Concorrente                                                          |
| ----------------- | -------------------------------------------------------------------- |
| Miss Israele 2009 | - Adi Rudnitzky                                                      |
| 2ª classificata   | - Yulia Liubianitzki                                                 |
| 3ª classificata   | - Noy Michaelov                                                      |
| 4ª classificata   | - Adaya Zaidman                                                      |
| Top 6             | - Lee Braunshtein - Karin Nakash                                     |
| Top 10            | - Violet Diachenko - Hodaya Cohen - Dana Amrani-Sheleg - Ana Varonin |

## Partecipanti[2]
- Adi Rudnitzky
- Talia Ben-Melech
- Yulia Liubianitzki
- Noy Michaelov
- Adaya Zaidman
- Lee Braunshtein
- Karin Nakash
- Violet Diachenko
- Hodaya Cohen
- Dana Amrani-Sheleg
- Ana Varonin
- Xenia Sachs
- Noa Hadad
- Emily Kay
- Susan O'Brien
- Rona Neeman
- Marine Obcharenko
- Sharon Deri
- Sivan Zvulun
- Shirley Solomon